# Pachyschelus vogti
Pachyschelus vogti es una especie de escarabajo joya del género Pachyschelus, familia Buprestidae. Fue descrita científicamente por Hespenheide en 2003.